# Colostygia grataria
Colostygia grataria là một loài bướm đêm trong họ Geometridae.